# Aabey
Aabey (Arabisch: عبيه) is een plaats in het Libanese gouvernement Libanongebergte.

## Geboren in Aabey
- Samir Kuntar (1962-2015), terrorist